# Mont Scott (Antarctique)
Pour l’article homonyme, voir Mont Scott.
Le mont Scott appelé aussi massif Scott, est une montagne située au large de la Terre de Graham en péninsule Antarctique.
Il a été découvert par l'expédition antarctique belge (1897 - 1899) et baptisé par Jean-Baptiste Charcot lors de la seconde expédition Charcot (1908 - 1910) en l'honneur de Robert Falcon Scott.